# Leidse buskruitramp

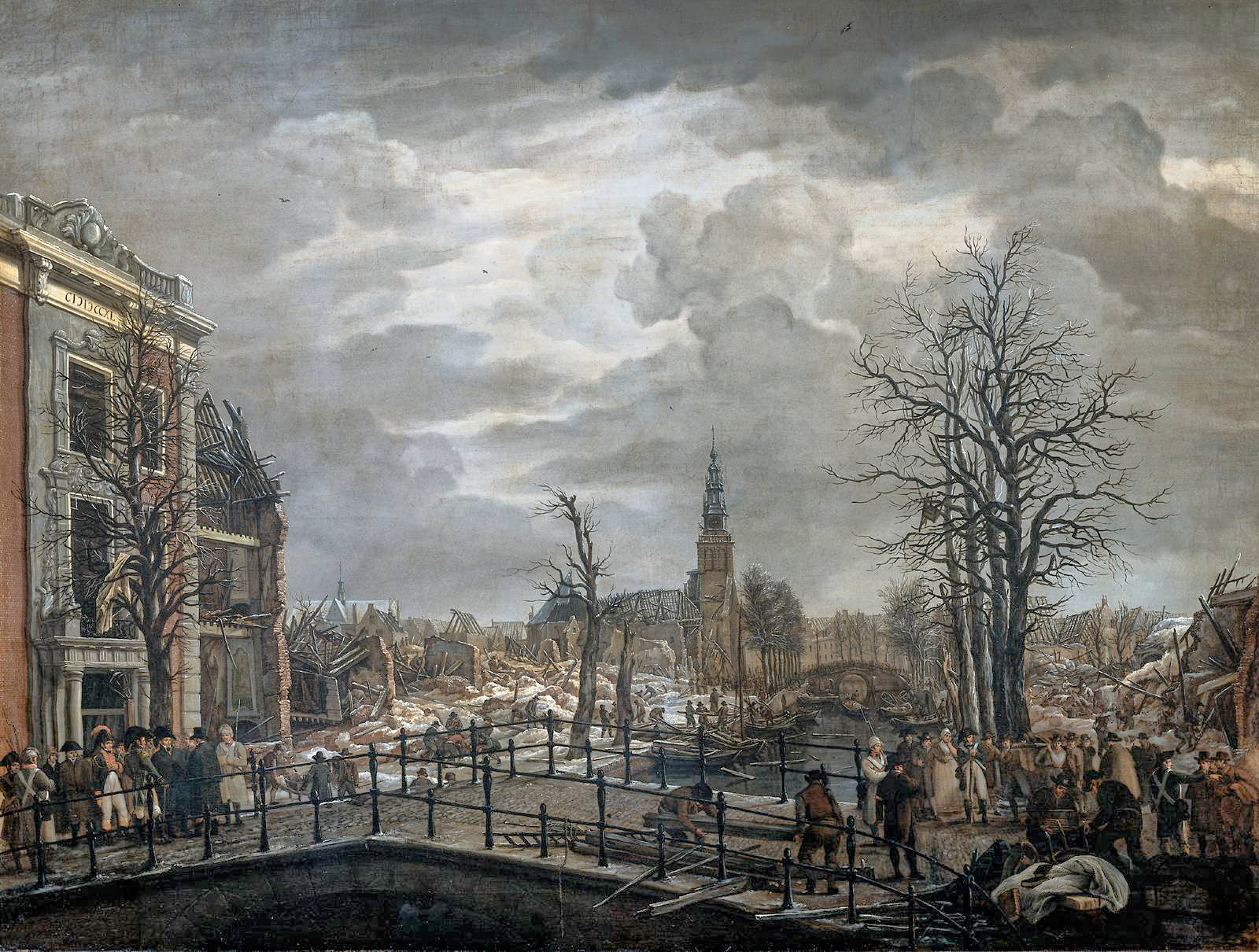
Lodewijk Napoleon bezoekt de slachtoffers van de kruitramp in Leiden, 1807, Carel Lodewijk Hansen

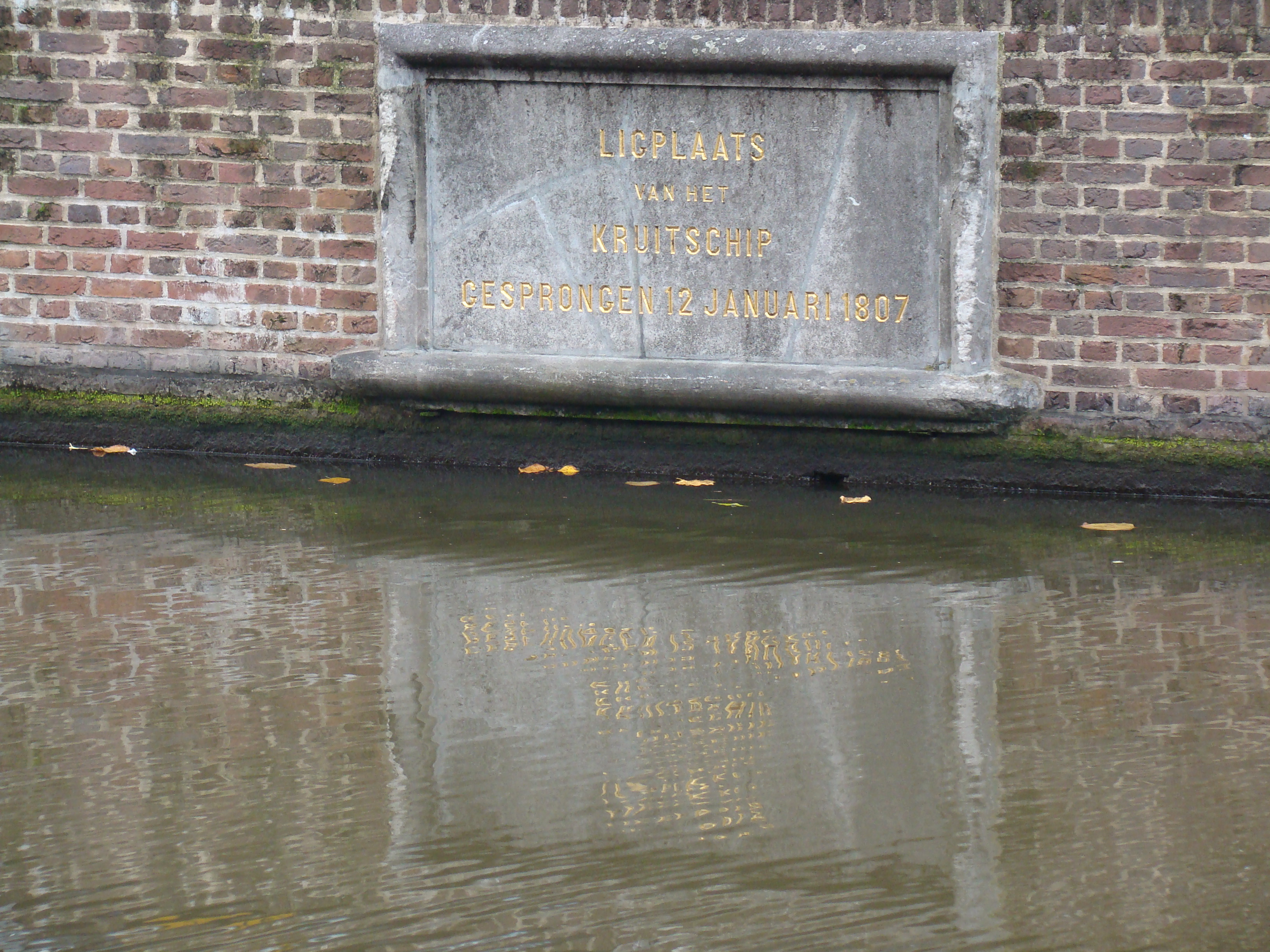
Gedenksteen in de kade van het Steenschuur

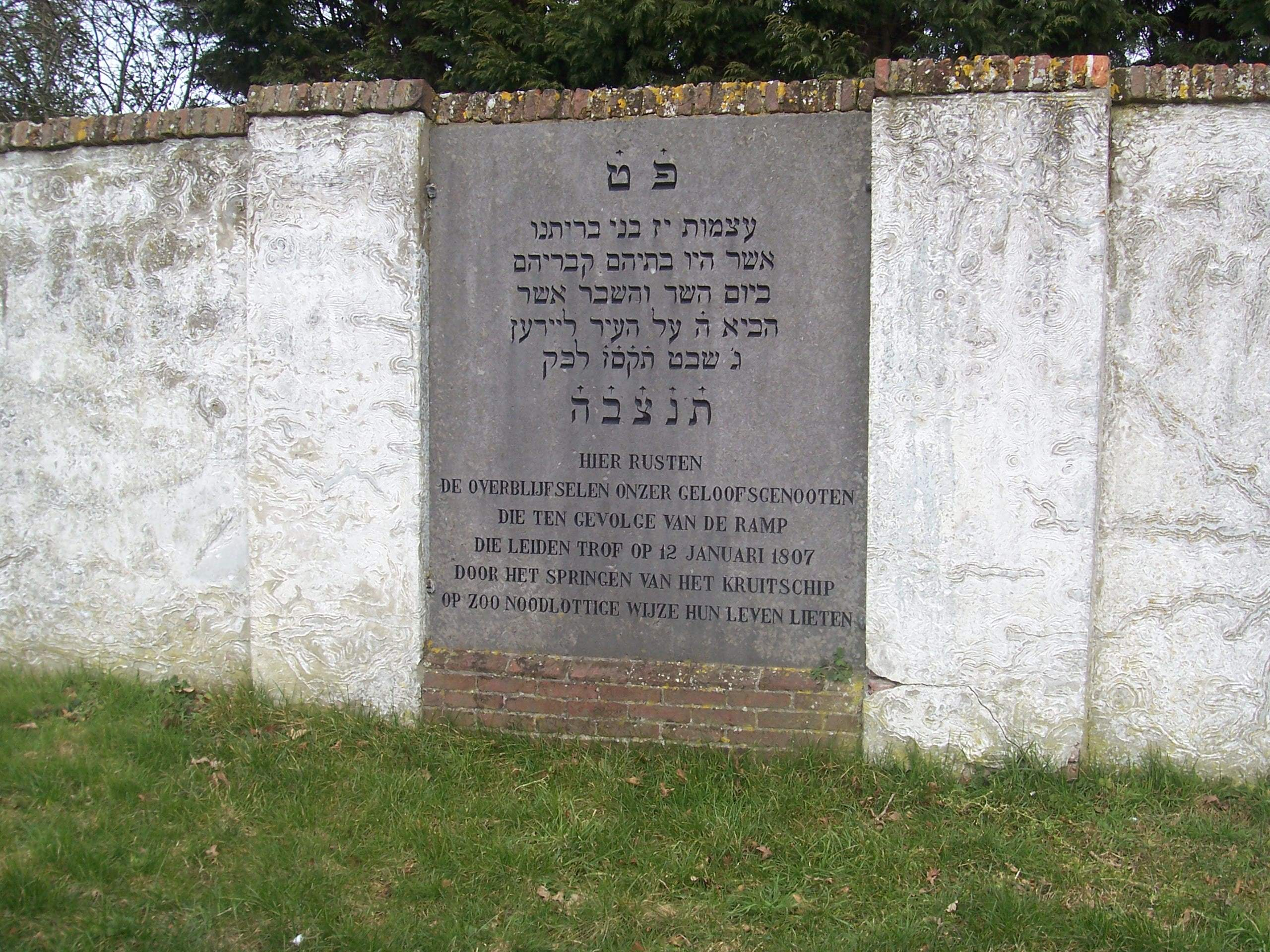
Joodse begraafplaats, rustplaats Joodse slachtoffers buskruitkramp 1807, Rijnstraat, Katwijk

De Leidse buskruitramp (ook wel: de ramp met het kruitschip) vond plaats op 12 januari 1807 om kwart over vier 's middags, ten tijde van het Koninkrijk Holland.

## Ramp
Een schip dat van Haarlem naar Delft ging had 37.000 Hollandse ponden (17.760 kg) aan buskruit aan boord. Het ontplofte midden in Leiden in het Steenschuur, een gracht in het verlengde van het Rapenburg.
Bij de ramp vielen 151 doden en ruim 2000 gewonden. Circa 220 woningen werden compleet verwoest of werden onbewoonbaar verklaard. Zelfs in de verste wijken in Leiden waren ramen kapot en werden dakpannen van het dak afgeblazen. De knal werd in Den Haag gehoord.
De oorzaak van de ramp is onbekend. Er wordt beweerd dat een en ander te wijten was aan onvoorzichtigheid van een bemanningslid bij het koken; een passant zag kort voor de ontploffing dat er aardappelschillen overboord werden gegooid.

### Rol van koning Lodewijk Napoleon
Koning Lodewijk Napoleon was na vijf uur al op de plaats van de ramp; hij bleef hier ruim een dag. Hij wilde Leiden helpen en stelde duizenden soldaten aan om Leiden op te bouwen. Deze soldaten waren eigenlijk bedoeld om te waken op het strand voor een Engelse invasie. Uit zijn privévermogen stelde de koning 30.000 gulden beschikbaar voor het door hem opgerichte rampenfonds, een aanzienlijk bedrag voor die tijd. Leiden werd hierbij ook vrijgesteld van belasting voor de komende tien jaar (t/m 1817). Hij gaf bakkers in Delft opdracht broden voor de getroffen inwoners van Leiden te bakken, en stuurde zijn hofchirurg naar Leiden. Ook liet hij Paleis Huis ten Bosch tot een noodhospitaal maken. Overal in Holland werd Lodewijk de Goede geroepen. Een nationale collecte bracht bijna twee miljoen gulden op. Aan het Steenschuur is nog een gedenkteken voor koning Lodewijk te vinden. Door de ontploffing was de in de straat gelegen katholieke schuilkerk deels verwoest. De kerk is in opdracht van koning Lodewijk hersteld en als Heilige Lodewijkkerk gewijd aan Lodewijks schutspatroon, Lodewijk de Heilige.

## Nasleep
Het puinruimen ging nog weken door, maar de hulp kwam wel snel op gang. Enkele mensen konden nog onder het puin vandaan gehaald worden, maar voor velen kwam de hulp te laat. Als reactie hierop werd door de koning vervoer van buskruit door dichtbevolkte gebieden verboden. De wederopbouw van het centrum verliep traag vanwege de slechte economische situatie en (volgens geruchten) corruptie door bestuurders.
Op de plek van de ramp, die nadien bekend kwam te staan als de Ruïne, gaf koning Lodewijk Napoleon in 1809 de goedkeuring om aldaar een nieuw academiegebouw voor de Universiteit Leiden te bouwen. Tijdens de Inlijving werd geconcludeerd dat het plan financieel niet haalbaar was.
De vlakte van de rampplek werd vervolgens gebruikt als speel- en exercitieruimte en ook was het een tijdje een tippelzone.

## Slachtoffers
Onder de 151 dodelijke slachtoffers waren Jean Luzac, die decennialang de Gazette de Leyde had uitgegeven en de vooraanstaande hoogleraar Adriaan Kluit en zijn vrouw Johanna van Oursel. Ook de weduwe van Hieronymus van Alphen, Catharina Geertruyda van Valkenburg, en hun negenjarige dochter Wilhelmina waren onder de slachtoffers, net als Frans Steven Karel graaf van Randwijck, de vader van Lodewijk Napoleon van Randwijck.
De natuuronderzoeker Johannes le Francq van Berkhey overleefde de ramp, maar werd dakloos. Hij woonde tijdelijk in Huis ten Bosch in Den Haag, dat werd ingericht om de daklozen op te vangen.

## Monument en herdenking
Op verzoek van Lodewijk Napoleon zou een gedenknaald opgericht worden, maar men kwam niet verder dan het metselen van het fundament. In 1837 bepaalde koning Willem I dat het monument niet zou worden opgericht.
Nog altijd is in het centrum van Leiden de plaats van de ramp te herkennen. In de kade van het Steenschuur is een steen ingemetseld op de plaats waar het kruitschip lag. Rondom de rampplek is nog steeds iets zichtbaar van de omvang van de verwoesting: in het verwoeste zuidelijke gedeelte is in 1886 het Van der Werfpark aangelegd, in de "Grote Ruïne". Al eerder, in 1859, was op het noordelijke gedeelte, de "Kleine Ruïne", het Kamerlingh Onnes Gebouw gebouwd, sinds 2004 het gebouw van de rechtenfaculteit van de Universiteit Leiden.